# 乌荆子李
乌荆子李（学名：Prunus insititia）是蔷薇科李属的一个物种，曾被视为欧洲李的一个亚种。
本种果实带涩味，用于烹饪、制作水果罐头和果酱或用作砧木。

## 栽培品系
乌荆子李有三种类型：
- 布拉斯李（英語：bullace），果实圆形。
- 戴姆森李（英語：damson）[4]，也叫大马士革李，果实比布拉斯李稍大，椭圆形或卵形，与西梅李外形相似，但西梅李离核而味甜，戴姆森李黏核而味涩。
- 圣朱利安李（英語：St. Julien plum）通常用作砧木。

- 布拉斯李
- 布拉斯李
- 布拉斯李
- 戴姆森李